# Пахомий Подлузский
Пахомий Подлузкий (или Подлуский) — игумен Киево-Выдубицкого и Киево-Братского Богоявленского монастырей Русской православной церкви, ректор Киево-Могилянской академии в 1690—1691 гг.

## Биография
Сведения о нём крайне скудны и отрывочны. Он получил образование за границей «в училищах латинских», что, очевидно, и выдвинуло Подлузского из числа рядовой монашествующей братии. 
Начало игуменства Пахомия Подлуского в Выдубицкой обители после Феодосия Углицкого относится к 1688 году. В этом году по его ходатайству был выдан гетманом Мазепой универсал, подтверждавший права Выдубицкого монастыря на село Лесники; в этом же году «в Выдубицкой монастырь ему, игумену Пахомию Подлускому, с братиею, для осторожности от приходу неприятельских людей, отдана (по распоряжению Киевского воеводы) пищаль медная… на время». 
В 1690 году Пахомий обращался с челобитьем к государям Иоанну V Алексеевичу и Петру Алексеевичу и получил от них, кроме «милостыни» братии (соболей на тридцать рублей), жалованную грамоту, подтверждавшую права обители на ее земельные имущества.

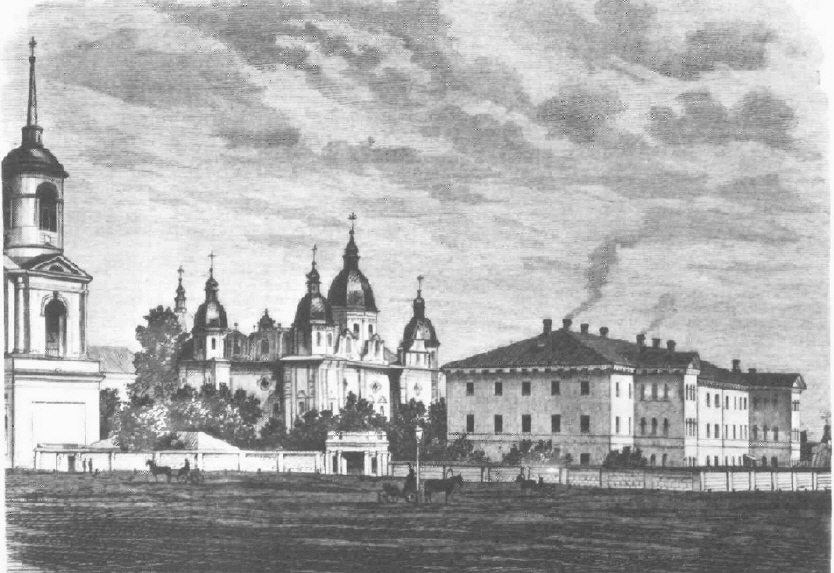
Киево-Братский монастырь; рядом с ним здание Киево-Могилянской академии

Руководителем Киево-Могилянской коллегии и игуменом Братского монастыря Подлуский избран был не ранее начала 1690—1691 учебного года. 
В первых числах августа 1691 года им отправлено было посольство в Москву с челобитьями государям о нуждах коллегии и монастыря. Посольство состояло из префекта коллегии иеромонаха Силуана Озерского, трех учителей (иеромонаха Ипполита Зарудецкого, иеромонаха Захария Корниловича и иеродьякона Митрофана Орловского) и трех учеников, причем для государей изготовлен был пышный панегирик (гравюра), который «от имени всего училищного собрания Киевского» и был поднесен стольником Иваном Обидовским, окончившим курс философских наук в коллегии. 
4 августа 1691 года по просьбе Подлузского гетманом Мазепой выдан был универсал, где подтверждались права Киево-братского училищного монастыря на его имущественные владения и вновь жаловалось селение Выговзов, находившееся около города Остёр, что вызвало сильные протесты со стороны Остёрских жителей и послужило поводом к неоднократным столкновениям их с братией монастыря. 
В ректорство Гедеона Одорского продолжалась постройка на средства Мазепы великолепной братской церкви, заложенной в 1690 году отцом Пахомием на месте бывшей деревянной, а последняя была разобрана и перенесена на гору Вздыхальницу, теперь Андреевскую, на то место, где «исстари» стояла церковь Воздвиженская, «в 184 году, в приход неприятельских крымских людей, от пушечной стрельбы сгоревшая». 
Ближе к концу 1691 года новым ректором Киево-Могилянской коллегии стал Кирилл Филимонович, а дальнейшая судьба Пахомия Подлузского остаётся неизвестной.